# Robertas Šarknickas
Robertas Šarknickas (ur. 7 grudnia 1974 w Kownie) – litewski aktor teatralny i polityk. Poseł na Sejm Republiki Litewskiej.

## Życiorys
W 1989 ukończył technikum rolnicze w Owancie. W 1996 odbył staż w sektorze budowlanym w Lipsku w Niemczech. W 2003 studiował aktorstwo teatralne i filmowe w Litewskiej Akademii Muzyki i Teatru. W 2014 zdobył certyfikat nauczyciela.
W latach 1996–2003 był aktorem i reżyserem teatralnym Alytus City Theatre. Od 2006 do 2009 był głównym etnografem w Centrum Kultury Dystryktu Alytus a w 2003-2015 pracował jako nauczyciel w Gimnazjum św. Benedykta i Gimnazjum im. Adolfa Ramanauskasa-Vanagasa w Olitusie. 2009-2014 dyrektor firmy i spółki publicznej VšĮ kino studija "A".
W 2016 przyjął propozycję kandydowania do Sejmu z ramienia Litewskiego Związku Rolników i Zielonych. W wyborach w 2016 uzyskał mandat posła na Sejm Republiki Litewskiej.